# شلمبه
شلمبه روستایی از توابع بخش مرکزی شهرستان دماوند در استان تهران ایران است.

## جمعیت
این روستا در دهستان تاررود قرار دارد و براساس سرشماری مرکز آمار ایران در سال ۱۳۸۵، جمعیت آن ۲۱۳ نفر بوده است.

## مردم و زبان
ساکنین روستا از قومیت طبری هستند و به زبان طبری سخن می‌گویند.